# The Pay as You Enter Man
The Pay as You Enter Man è un cortometraggio muto del 1913. Il nome del regista non viene riportato nei credit.

## Produzione
Il film fu prodotto dalla Essanay Film Manufacturing Company.

## Distribuzione
Distribuito dalla General Film Company, il film - un cortometraggio in due bobine - uscì nelle sale cinematografiche USA il 5 dicembre 1913.